# فرديناند من ساكس-كوبرغ وغوتا
فرناندو غيورغ أغسطس من ساكس-كوبرغ وغوتا (بالألمانية: Ferdinand Georg August von Sachsen-Coburg-Saalfeld-Koháry) (28 مارس 1785 - 27 أغسطس 1851) كان عضواً من أسرة ساكس-كوبرغ وغوتا العريقة، وجنرالاً في الجيش النمساوي خلال الحرب مع نابليون، استطاع ذريته الحصول على العرش البرتغالي (1837) والبلغاري (1887).:107